# Up on the Roof: Songs from the Brill Building
Up on the Roof: Songs from the Brill Building è un album discografico di cover del cantante statunitense Neil Diamond, pubblicato nel 1993.

## Tracce
1. You've Lost That Lovin' Feelin' (duetto con Dolly Parton) – 4:31 (Phil Spector, Barry Mann, Cynthia Weil)
2. Up on the Roof – 3:29 (Gerry Goffin, Carole King)
3. Love Potion Number Nine – 3:05 (Jerry Leiber, Mike Stoller)
4. Will You Love Me Tomorrow – 3:29 (Gerry Goffin, Carole King)
5. Don't Be Cruel – 3:46 (Otis Blackwell)
6. Do Wah Diddy Diddy (duetto con Mary's Danish) – 2:55 (Jeff Barry, Ellie Greenwich)
7. I (Who Have Nothing) – 4:05 (Carlo Donida, Mogol, Jerry Leiber, Mike Stoller)
8. Do You Know the Way to San José? – 3:03 (Burt Bacharach, Hal David)
9. Don't Make Me Over – 3:37 (Burt Bacharach, Hal David)
10. River Deep – 3:58 (Phil Spector, Jeff Barry,  Ellie Greenwich)
11. A Groovy Kind of Love – 2:52 (Toni Wine,  Carole Bayer Sager)
12. Spanish Harlem – 3:43 (Jerry Leiber, Phil Spector)
13. Sweets for My Sweet – 2:53 (Doc Pomus, Mort Shuman)
14. Happy Birthday Sweet Sixteen – 3:39 (Neil Sedaka,  Howard Greenfield)
15. Ten Lonely Guys – 4:16 (Bob Feldman, Jerry Goldstein, Richard Gottehrer, Stanley Kahan, Eddie Snyder, Neil Diamond)
16. Save the Last Dance for Me – 2:27 (Doc Pomus, Mort Shuman)